# 부산 마하사 응진전 목조석가여래좌상
마하사 응진전 목조석가여래좌상(摩訶寺 應眞殿 木造釋迦如來坐像)은 부산광역시 연제구 연산동, 마하사 응진전에 모셔져 있는 나무로 만든 석가여래좌상이다. 2003년 9월 16일 부산광역시의 문화재자료 제19호로 지정되었다.

## 개요
마하사 응진전에 모셔져 있는 나무로 만든 석가여래좌상이다.
석가여래상은 얼굴을 약간 숙이고 등을 곧게 편 채 결가좌하고 있다. 머리 부분의 크기에 비해 둥글게 쳐진 어깨 부분이 왜소하며 상반신이 비교적 가늘고 긴 편이다. 얼굴은 네모꼴에 가까우며, 작은 소라 모양의 머리칼이 묘사된 머리에는 정상계주와 중앙계주가 표현되어 있다. 머리 부분은 흑칠을 하였고, 발제선·눈썹·수염은 녹청으로 처리하였다. 안와선·콧볼·입술·턱주름선은 양감있게 표현되어 있고, 귓불은 두터운 편이나 밋밋하게 처리되어 있다. 법의는 편삼 위에 대의를 걸친 변형 통견식으로, 가슴 앞에 U자 모양을 이루며, 벌어진 가슴에는 승각기로 보이는 띠 자락이 수평을 이루며 융기되어 있다. 발목 위로 흘러내린 군의는 좌우 일정한 간격으로 단을 이루며 가지런히 표현되어 있다. 전반적으로 법의의 주름 표현은 매우 두텁게 조각되었다. 손 모양은 오른손은 무릎 위를 덮은 항마인(降魔印)이고, 왼손은 손바닥을 위로 향하여 무릎 위에 얹은 여원인(與願印)이다.
마하사 응진전 목조석가여래삼존상은 조선후기에 제작된 불상으로, 조선후기 부산·경남지역의 불교미술 양식과 계보를 살필 수 있는 자료적 가치가 있다.

## 참고 자료
- 마하사응진전목조석가여래좌상 - 국가유산청 국가유산포털